# Bent Vejlby
Bent Vejlby (* 20. März 1924 in Aarhus; † 31. August 2020 in Kopenhagen) war ein dänischer Schauspieler und Lehrer.

## Leben
Bent Vejlby wuchs in Aarhus auf. Er stand nach seiner Schauspielausbildung ab 1952 in zahlreichen Theaterstücken auf der Bühne in verschiedenen Theatern in Dänemark. Als Schauspieler wirkte Vejlby vor der Kamera von 1949 bis 1973 in über 50 Film-und-Fernsehproduktionen mit. Dabei spielte er meistens Nebenrollen, wie etwa als Taxifahrer oder Polizist.
Mitte der 1970er-Jahre gab Vejlby den Schauspielberuf auf und war fortan bis zu seiner Pensionierung im Jahr 1991 als Lehrer in Kopenhagen tätig. Hauptsächlich unterrichtete er dabei die Fächer Dänische Sprache und Geschichte. In den 1980er-Jahren veröffentlichte er mehrere Kinderbücher.
Vejlby war in erster Ehe von 1955 bis 1960 mit einer Bürokauffrau verheiratet. Die Ehe blieb kinderlos. Von Oktober 1960 an war er für einige Jahre mit der Schauspielerin Lise Thomsen (1914–2003) verheiratet. Die Ehe blieb ebenfalls kinderlos. In dritter Ehe war er mit einer Lehrerin verheiratet, mit der er einen Sohn hatte.
Bent Vejlby starb am 31. August 2020 im Alter von 96 Jahren in Kopenhagen.

## Filmografie (Auswahl)
- 1964: Blindgänger vom Dienst (Majorens oppasser)
- 1965: Die Flottenpflaume (Fladens fryske fyre)
- 1965: 39 Seemänner und ein Mädchen (Een pige og 39 sømænd)
- 1966: Kleine Sünder – große Sünder (Min søsters børn)
- 1972: Die Olsenbande und ihr großer Coup  (Olsen-bandens store kup)